# Stazione di Marina di Maratea
Stazione di Marina di Maratea vasútállomás Olaszországban, Maratea település Marina di Maratea frazionéjában.

## Vasútvonalak
Az állomást az alábbi vasútvonalak érintik:
- Battipaglia–Reggio di Calabria-vasútvonal

## Kapcsolódó állomások
A vasútállomáshoz az alábbi állomások vannak a legközelebb:
- Stazione di Praja-Ajeta-Tortora
- Stazione di Maratea